# Sindicat Agrícola (Albatàrrec)
El Sindicat Agrícola és una obra noucentista d'Albatàrrec (Segrià) inclosa a l'Inventari del Patrimoni Arquitectònic de Catalunya.

## Descripció
Edifici entre mitgeres que correspon estructuralment a una sola nau, tot i que l'interior ha estat objecte de diferents remodelacions. La façana principal és de maó i fa un joc de línies horitzontals i arcs esglalonats; la façana està rematada en forma triangular i resseguit per una motllura que imita un entaulament clàssic.